# O, att bli lik dig, Mästare Jesus
O, att bli lik dig, Mästare Jesus är en psalm med text skriven av Thomas O. Chisholm och musik av William J. Kirkpatrick. Texten bearbetades 1987 av Barbro Törnberg-Karlsson.

## Publicerad som
- Segertoner 1988 som nr 615 under rubriken "Efterföljd – helgelse".[1]